# کمیته ملی المپیک و کنفدراسیون ورزش‌های دانمارک
کمیته ملی المپیک و کنفدراسیون ورزش‌های دانمارک (دانمارکی: Danmarks Idrætsforbund) یک سازمان ورزشی است که نماینده کشور دانمارک در کمیته بین‌المللی المپیک می‌باشد.
این سازمان که در سال ۱۹۰۵ تأسیس شده مسئول آماده‌سازی و اعزام ورزشکاران به بازی‌های المپیک، بازی‌های المپیک جوانان و بازی‌های اروپایی است. 